# Sasha Grey
Pour les articles homonymes, voir Grey.
 AVN Hall Of Fame (2023)
XRCO Hall of Fame (2023)
Sasha Grey est une actrice, mannequin, écrivaine, streameuse et musicienne américaine née le 14 mars 1988 à Sacramento (Californie). Elle est principalement connue pour sa carrière dans le cinéma pornographique, à laquelle elle a mis un terme en 2011 sans cesser de jouer dans des films « traditionnels ».

## Biographie
Sasha Grey grandit au sein d'une famille américaine défavorisée. Alors qu’elle est encore très jeune, ses parents divorcent. Sa mère se remarie en 2000, année des 12 ans de Sasha.
Sasha Grey suit tout d'abord des cours d'art dramatique pour faire du théâtre, avant de s’installer à Los Angeles pour devenir actrice pornographique.
Elle reconnait être bisexuelle et avoir pour modèle Belladonna, avec qui elle tourne dans Fetish Fanatic #4 et dans The Awakening of Sasha Grey réalisé par Belladonna. Elle tourne des films gonzo, pratiquant le sado-masochisme et la sodomie. Elle a aussi tourné beaucoup de scènes fétichistes (menottée, ayant un rapport sexuel dans des toilettes, etc.). Elle est célèbre pour ses performances lors des scènes de fellation et de gorge profonde, qui lui ont valu l'AVN Award « Best Oral Sex Scene » (« meilleure fellation ») en 2008, pour le film Babysitters.
En 2008, à l’occasion de la 25e cérémonie des AVN Awards, elle remporte la prestigieuse récompense de l’interprète féminine de l’année. La même année, elle est l’héroïne de Sasha Grey's Anatomy, une parodie pornographique de la série américaine Grey's Anatomy. Elle pose également pour la marque American Apparel.
« Penthouse Pet » du mois de juillet en 2007, elle a tourné 130 films en 2 ans. Avec l’actrice Stoya, Sasha Grey incarne par ailleurs un nouveau genre pornographique, qui allie les pratiques extrêmes aux ambiances gothiques : l’Alt porn.
En 2009, elle est à l'affiche de trois films non pornographiques, dont Girlfriend Experience de Steven Soderbergh.
En 2010, elle interprète son propre rôle dans quelques épisodes de la saison 7 de la série Entourage. Elle tourne en février 2011 dans le clip « Space Bound » d'Eminem.
Elle officialise, le 8 avril 2011, sa retraite de l'industrie pornographique par un message sur Twitter et Facebook à l'attention de ses fans.
En novembre 2011, elle crée une polémique aux États-Unis pour avoir fait la lecture à des enfants de CP dans le cadre d'une opération de la Croix-Rouge américaine.
En 2013, Sasha Grey publie son premier roman, Juliette Society. Le roman érotique raconte comment Catherine, le personnage principal, découvre la Juliette Society, un groupe fréquenté par les membres les plus riches de ce monde qui s'y rencontrent afin d'assouvir leurs fantasmes. Le livre fait ainsi référence au phénomène du porno-chic lancé par des films comme Derrière la porte verte et Gorge Profonde et qui a par la suite été représenté dans le cinéma grand public par Eyes Wide Shut de Stanley Kubrick. Ce porno-chic renvoie également au libertinage tel que décrit par le Marquis de Sade.
En 2015, elle participe à la chanson Fields of Grey du groupe de trance psychédélique Infected Mushroom, sur l'album Converting Vegetarians II sorti le 11 septembre 2015.
En 2016 elle chante sur l'album Transmission de Death in Vegas.
Depuis l’arrêt de sa carrière, elle s’est notamment reconvertie en streameuse sur la plateforme Twitch où elle cumule plus de 1,2 million de followers.
En 2023, pour sa carrière dans la pornographie, elle a été intronisée a l'AVN Hall Of Fame lors de la 40e cérémonie des AVN Awards ainsi que dans le XRCO Hall Of Fame,.

## Filmographie

### Non pornographique

#### Cinéma
- 2007 : Homo erectus d'Adam Rifkin
- 2009 : Girlfriend Experience de Steven Soderbergh : Chelsea / Christine Brown
- 2009 : Smash Cut de Lee Demarbre : April Carson
- 2010 : Quit de Dick Rude : Mini Mart Clerk #2
- 2011 : Blackstone de George Tunis : Raven
- 2011 : Skinny Dip de Frankie Latina : Holly Haven
- 2012 : Would You Rather de David Guy Levy : Amy
- 2012 : The Girl from the Naked Eye de David Ren : Lena
- 2013 : Inferno: A Linda Lovelace Story de Matthew Wilder : Paula
- 2014 : Open Windows de Nacho Vigalondo : Jill Goddard
- 2014 : The Scribbler

#### Télévision
- 2010 : Entourage - Saison 7 (5 épisodes) : elle-même

#### Apparitions dans des clips musicaux
- 2008: clip de The Roots ft. Patrick Stump : Birthday Girl
- 2008: clip de Smashing Pumpkins : Superchrist
- 2011 : clip d'Eminem : Space Bound[13]

#### Jeux vidéo
- 2011 : Saints Row: The Third : Viola DeWynter (voix)

### Pornographique
- 12 Nasty girls masturbating 8
- A 2 Mouth 2
- Assault That Ass #9
- Barely Legal #62
- Black Cock Addiction #2
- Bree and Sasha
- Control 4
- Cum Fart Cocktails #5
- Daddy's Worst Nightmare #4
- Fashionistas Safado: The Challenge
- Fetish Fanatic #4
- Filth & Fury
- Finger Licking Good #5
- Fly Girls
- Freaky First Timers #2
- Fuck Slaves
- Girl Next Door #2
- Girls Girls Girls #2
- Girlvana 4
- Hairy Movie
- Hellfire Sex #7
- House of Ass #3
- House of Jordan #2
- I'm a Big Girl Now #6
- I Like Black Boys
- In Thru The Back Door
- Pirates 2 : La Vengeance de Stagnetti

## Récompenses
- 2006 : AVN Award - Best Three-Way Sex Scene pour Fuck Slaves (avec Sandra Romain et Manuel Ferrara)
- 2007 : AVN Award - Best Group Sex Scene pour la vidéo Fashionistas Safado: The Challenge
- 2007 : XRCO Award - Best New Starlet[14]
- 2007 : Adultcon Top 20 Adult Actresses[15]
- 2008 : AVN Award - Best Oral Sex Scene (Meilleure scène de fellation) pour la vidéo Babysitters
- 2008 : AVN Award - Female Performer of the Year (Actrice de l'année)
- 2008 : XRCO Award - Female Performer of the Year[16]
- 2009 : XRCO Award - Mainstream Adult Favorite[17]
- 2009 : Genesis Number One Pornstar of The Year[18]
- 2010 : AVN Award - Best Anal Sex Scene (Meilleure scène de sodomie) pour Anal Cavity Search 6[19]
- 2010 : AVN Award - Best Oral Sex Scene pour Throat : A Cautionary Tale[19]
- 2010 : AVN Award - The Jenna Jameson Crossover Star of the Year[19]
- 2010 : XBIZ Award - Crossover Star of the Year[20]
- 2010 : XRCO Award - Mainstream Adult Media Favorite[21]
- 2010 : F.A.M.E. Award - Favorite Oral Starlet (Starlette favorite pour les fellations)[22]